# Кезенешть (комуна)
Кезенешть, Кезенешті (рум. Căzănești) — комуна у повіті Мехедінць в Румунії. До складу комуни входять такі села (дані про населення за 2002 рік):
- Ілову (172 особи)
- Валя-Кошуштей (206 осіб)
- Гирбовецу-де-Сус (367 осіб)
- Говодарва (63 особи)
- Ерча (306 осіб)
- Жигніца (162 особи)
- Кезенешть (201 особа)
- Пелтінішу (138 осіб)
- Пояна (208 осіб)
- Рошія (168 осіб)
- Северинешть (665 осіб)
- Сухару (130 осіб)

Комуна розташована на відстані 255 км на захід від Бухареста, 20 км на північний схід від Дробета-Турну-Северина, 85 км на північний захід від Крайови.

## Населення
За даними перепису населення 2002 року у комуні проживали 2786 осіб.
Національний склад населення комуни:
| Національність | Кількість осіб | Відсоток |
| -------------- | -------------- | -------- |
| румуни         | 2777           | 99,7 %   |
| цигани         | 5              | 0,2 %    |
| угорці         | 2              | 0,1 %    |

Рідною мовою назвали:
| Мова      | Кількість осіб | Відсоток |
| --------- | -------------- | -------- |
| румунська | 2780           | 99,8 %   |
| циганська | 3              | 0,1 %    |
| угорська  | 1              | < 0,1 %  |

Склад населення комуни за віросповіданням:
| Релігія                                       | Кількість осіб | Відсоток |
| --------------------------------------------- | -------------- | -------- |
| православні                                   | 2752           | 98,8 %   |
| баптисти                                      | 24             | 0,9 %    |
| адвентисти                                    | 4              | 0,1 %    |
| лютерани (Синодально-пресвітеріанська церква) | 2              | 0,1 %    |
| реформати                                     | 1              | < 0,1 %  |